# Белец
Беле́ц (ж. р. бели́ца) — термин, обозначающий в русских монастырях как лиц, готовящихся к поступлению в монашество, но ещё не принявших обета, так и мирян, не имеющих намерения посвятить себя монашеской жизни, а просто удалившихся от мирских сует на житьё в монастырь. Как те, так и другие не подвергались в юридическом отношении тем ограничениям правоспособности, которые были установлены для лиц, принадлежащих к чёрному духовенству.

## Источник
- Белец, белица // Энциклопедический словарь Брокгауза и Ефрона : в 86 т. (82 т. и 4 доп.). — СПб., 1890—1907.